# Extraction 2
Extraction 2 es una película de suspenso y acción estadounidense de 2023 dirigida por Sam Hargrave y escrita por Joe Russo, basada en la novela gráfica Ciudad de Ande Parks, Joe Russo, Anthony Russo, Fernando León González y Eric Skillman. Es una secuela de la película Extraction de 2020, y Chris Hemsworth, Golshifteh Farahani y Adam Bessa repiten sus papeles, con Olga Kurylenko, Daniel Bernhardt, Tinatin Dalakishvili e Idris Elba uniéndose al elenco.
Extraction 2 fue estrenada por Netflix el 16 de junio de 2023 y recibió reseñas positivas de los críticos y muchos la consideraron superior a su predecesora.

## Argumento
Después de sobrevivir a duras penas a su misión anterior en Daca, Bangladés, Tyler Rake se retira del trabajo de mercenario, yendo a una cabaña en Austria. Allí, un extraño se le acerca y le pide que rescate a la hermana de su exesposa, Mia, Ketevan, y a sus dos hijos, Sandro y Nina. Ketevan se ha casado con Davit Radiani, uno de los cofundadores del sindicato del crimen más grande de Georgia. Después de que Davit arrojó a un agente de la DEA por el puente, es encarcelado y no puede sobornar para salir debido a la presión de los estadounidenses. Ketevan y sus hijos se ven obligados a mudarse a la prisión por Davit, que quiere estar cerca de su familia, pero las malas condiciones de vida y el abuso de Davit hacen que Ketevan llame a Mia para pedir ayuda. Mientras tanto, Zurab, el hermano de Davit, es informado por un gobernador en su nómina que la sentencia de su hermano se extiende diez años más. Zurab le pide al gobernador que deje libre a su hermano, pero el gobernador se niega porque no quiere que los estadounidenses lo persigan. Enfurecido, Zurab asesina al gobernador y a sus hombres. Tyler recluta a Nik y a Yaz para que se unan a él y se infiltren en la prisión. Davit alerta a los prisioneros, quienes inician un motín. Durante la extracción, Davit ataca a Tyler y Ketevan, lo que hace que Tyler tenga que matarlo.
Tyler y Ketevan se ven obligados a abrirse camino entre los disturbios, pero logran escapar a su casa segura en Viena. Sin embargo, Sandro, que idolatra a su padre, contacta en secreto con su tío y le revela su ubicación. Zurab y sus hombres rastrean a Tyler y al equipo hasta la casa segura. Ketevan regaña a su hijo por poner en peligro a su familia y por su ingenuidad. En medio del caos, Sandro abandona a su madre y se une a Zurab. El equipo toma uno de los helicópteros de Zurab para escapar, pero Zurab acaba con Yaz. El equipo se retira a la cabaña de Tyler, donde él y Ketevan se reúnen con Mia.
Tyler se disculpa con Mia por irse a una misión antes de que su hijo muriera de cáncer. Mientras tanto, Greg, la mano derecha y el tío de Zurab, alienta a Zurab a abandonar su venganza debido a la asombrosa pérdida de sus hombres, dándole un mejor ejemplo a su sobrino. Enfurecido, Zurab mata a Greg y contacta a Tyler, diciéndole que se reúnan en el aeródromo cercano. Tyler encuentra a Zurab y Sandro en la iglesia, con Sandro usando un chaleco explosivo. Zurab obliga a Sandro a tomar la pistola de Tyler, pero Sandro, al darse cuenta de su error y de qué tipo de personas son realmente su padre y su tío, se niega a dispararle a Tyler. Tyler pelea y mata a Zurab, pero Nik queda herida mientras la policía invade la iglesia.
Posteriormente, Nik y Tyler son encarcelados y Mia le informa a Tyler que Ketevan y sus hijos han sido trasladados a protección de testigos. Ella le dice a Tyler que su hijo murió con buenos recuerdos de él y se despide de Tyler para siempre. Tyler es transportado fuera de la prisión para encontrarse con el extraño del principio, que le lleva otro trabajo. Tyler dice que no aceptará sin Nik, solo para descubrir que el extraño ya había traído a Nik, sabiendo que Tyler no se iría sin ella.

## Reparto
- Chris Hemsworth como Tyler Rake, un ex operador australiano del SAS convertido en mercenario de operaciones encubiertas.
- Golshifteh Farahani como Nik Kahn, una mercenaria y asociada de Tyler.
- Adam Bessa como Yaz Kahn, hermano de Nik y miembro del equipo de Nik y Tyler[1]
- Olga Kurylenko como Mia, exesposa de Tyler y hermana de Ketevan,[2]
- Tinatin Dalakishvili como Ketevan, hermana de Mia, esposa de Davit, madre de Sandro y Nina[3][2]
- Andro Japaridze como Sandro, el hijo adolescente de Davit y Ketevan.[2]
- Miriam y Marta Kovziashvili como Nina, la hija pequeña de Davit y Ketevan.[2]
- Tornike Gogrichiani como Zurab[2]
- Tornike Bziava como Davit
- Dato Bakhtadze como Avtandil
- Daniel Bernhardt como Konstantine[3][2]
- Levan Saginashvili como Vakhtang[2]
- George Lasha como Sergo[2]
- Irakli Kvirikadze como Ivayne
- Idris Elba como el extraño anónimo, acreditado como Alcott

Además, el director Sam Hargrave tiene un cameo como sepulturero.

## Producción

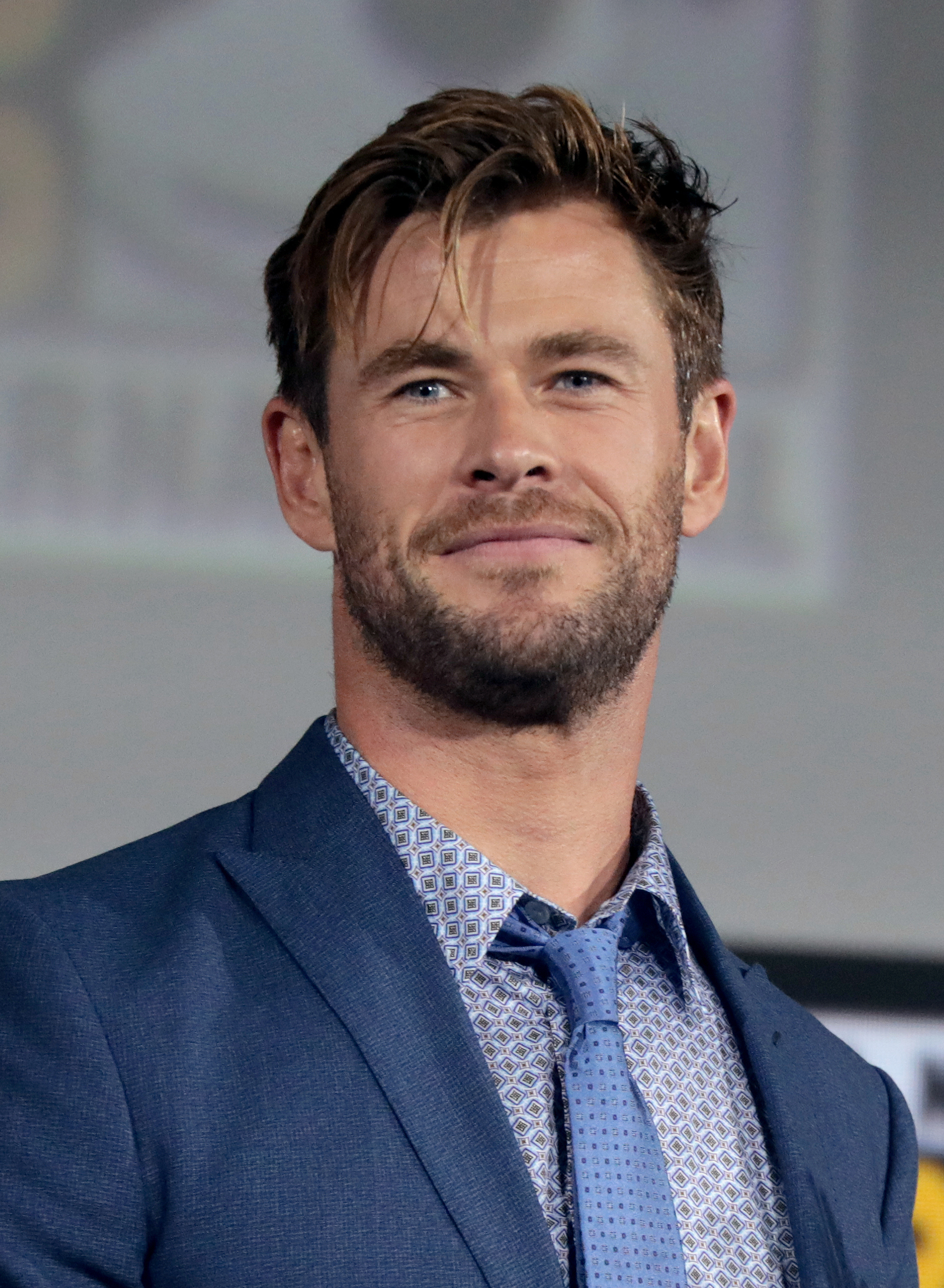
Chris Hemsworth hablando en la Comic-Con Internacional de San Diego 2019 en San Diego, California.

### Desarrollo
En mayo de 2020, se informó que Joe Russo había sido contratado para escribir una secuela de la película, con la intención de que Sam Hargrave y Chris Hemsworth regresaran. En diciembre de 2020, los hermanos Russo declararon que más allá de la secuela esperan desarrollar una serie de películas ambientadas en el mundo de Extraction no solo para explorar algunos de los personajes que se presentaron en la primera película, sino también para producir potencialmente un universo cinematográfico. En enero de 2021, se rumoreaba que los hermanos Russo también estaban trabajando en una historia de origen para el personaje de Randeep Hooda, Saju.

### Rodaje
El rodaje de la secuela estaba programado para comenzar en Sídney, Australia, en septiembre de 2021, pero las medidas relacionadas con la pandemia de COVID-19 trasladaron la producción a Praga. El 29 de noviembre de 2021, Hargrave anunció que la fotografía principal había comenzado en Praga, República Checa, antes de que Hemsworth anunciara que comenzaría a filmar sus escenas el 4 de diciembre. El rodaje posterior comenzó en Viena, Austria, el 28 de enero de 2022 y duró hasta el 14 de febrero de 2022. Las escenas se rodaron en Donau City, en las proximidades de las DC Towers. La filmación terminó oficialmente el 6 de abril de 2022. La película se filmó con las cámaras ARRI ALEXA Mini LF mediante la implementación de las mismas estrategias de tomas largas de la primera película. Las regrabaciones de la película tuvieron lugar en Praga en noviembre de 2022.

## Estreno
Extraction 2 fue estrenada por Netflix el 16 de junio de 2023.

## Secuela
En junio de 2023, en el festival Netflix Tudum del año, se anunció que Extraction 3 estaba en desarrollo. Afirmó que la empresa identifica a Extraction como una franquicia, y reveló el logo oficial. Chris Hemsworth volverá a interpretar su papel de Tyler Rake, con Sam Hargrave una vez más como director.